# Volce Auremiano
Volce Auremiano (in sloveno Volče) è un centro abitato della Slovenia, frazione del comune di San Pietro del Carso.